# Cárites

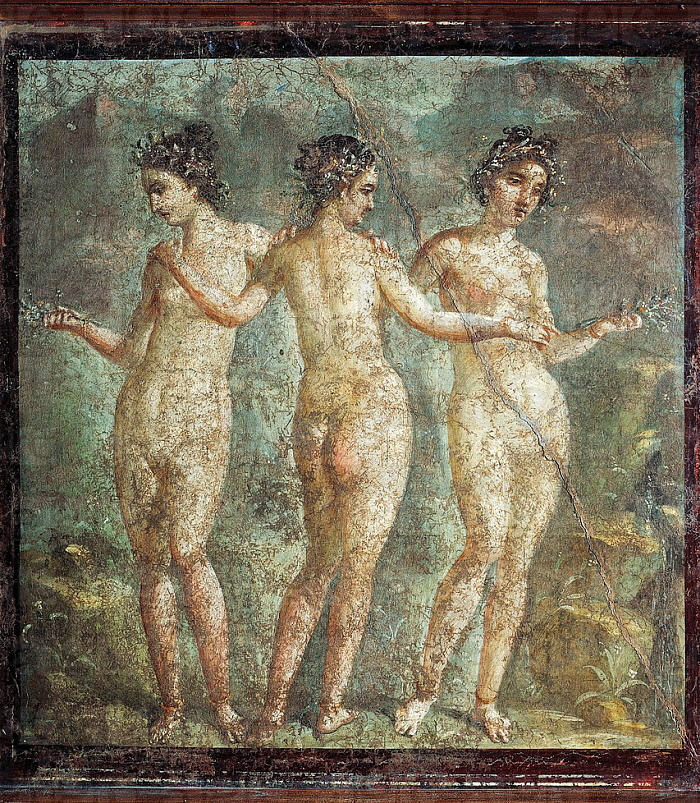
Las Cárites en un fresco del en Pompeya.

En la mitología griega, las Cárites (en griego antiguo: Χάριτες, Chárites), más conocidas como ‘las tres Gracias’ (en latín Gratĭæ), eran unas diosas menores que habitaban el Olimpo y cuyo padre era Zeus. Son dispensadoras y símbolo de alegría y dulzura en los mortales: sus dones aparecen cuando alguien es sabio, hermoso o famoso.  También tenían influencia sobre los ciclos de la fertilidad en la naturaleza. Tanto Arato como Teócrito escribieron poemas con el nombre de Las Gracias. Se las representa desnudas, dos de ellas mirando hacia delante y una de ellas con el rostro virado. Están consagradas a Venus (Afrodita).
El sustantivo χάρις (cháris) significa ‘gracia, encanto, belleza, atractivo, goce, benevolencia, deleite, generosidad, favor, merced’. En cambio, χάρισμα (chárisma) es ‘gracia divina, don divino’.

## Atributos y funciones
La poesía a menudo recalca la belleza de estas, pues las muchachas hermosas, como Helena, se dice que tienen los «destellos de las Gracias».  A las Gracias les fue concedido el ornamento de la hermosa apariencia y la capacidad de embellecer cada parte de su cuerpo del modo mejor y más agradable para la vista, y además el privilegio de tener la iniciativa en los beneficios y, a la inversa, de corresponder con los agradecimientos (chárites) apropiados a quienes han realizado buenas acciones.
Las augustas Cárites, de hermosos bucles, a menudo aparecen amenizando festines y danzas. Su papel en la mitología básicamente consiste en ser las asistentas de algunos dioses olímpicos. Habitan en suntuosos palacios y forman alegres coros, como a menudo se representan en la iconografía, en compañía del Deseo (Hímero) y las Musas. A veces danzan al son de la música de Apolo, tomándose unas a otras las manos por la muñeca, junto con las Horas, Harmonía, Hebe y Afrodita. Se dice que bañaron y ungieron con divino aceite a Afrodita; tejieron el peplo de Harmonía y junto con la Persuasión (Peito) adornaron a Pandora con dorados collares. Las Gracias se bañaban en la fuente Acidalia de Orcómeno. Le fabricaron unas guirnaldas y un vestido hecho de flores a Afrodita, compuesto por azafrán, jacinto, violeta lozana, hermosos capullos de rosa dulces como el néctar, cálices en flor fragantes como la ambrosía de narciso y de lirio. Incluso en la obra de Paniasis, poeta épico, le asigna el primer brindis de vino a las Gracias.
El río Cefiso cerca de Delfos estaba consagrado a ellas, y tenían sus propias festividades, las Caritesias o Carisias (Χαρίσια), las fiestas de «Acción de Gracias», con bailes que duraban toda la noche. En un banquete (charistía) se obsequiaba con una tarta a quienes permanecían despiertos durante todo el tiempo.

## Familia y nombres
En cuanto a su abolengo, la versión más común, citada en la Teogonía, dice que Eurínome, una hija de Océano de encantadora belleza, le alumbró a Zeus las tres Gracias de hermosas mejillas, llamadas Aglaya (Ἀγλαΐα, «belleza»), Eufrósine (Εὐφροσύνη, «júbilo») y la deliciosa Talia (Θαλία, «abundancia»). Diosas inmortales de radiante belleza, se dice que «de sus párpados brota el amor que afloja los miembros cuando miran y bellas son las miradas que lanzan bajo sus cejas». Homero, que también cita a las Cárites, dice que una es esposa de Hefesto, y le da el nombre de Caris o Cárite (Χάρις, «Gracia»), la de espléndido velo. De la otra dice que Hipno fue un amante de Pasítea (Πασιθέα), y escribe este verso: «me darás a una de las juveniles Gracias, a Pasítea, que es a la que yo codicio todos los días».
Otros varían su genealogía y así dicen que eran hijas de Hera (sin especificar consorte) o de Dioniso y una tal Corónide, acaso una ménade. Calímaco afirma haber esuchado a la musa Clío, que le reveló la genealogía de las Gracias, diciendo «que eran hijas de Hera y Zeus, o de Eurínome (hija a su vez de Océano) y Zeus, o de Evante (hija de Urano) y Zeus». Cornuto, disertando acerca de temas etimológicos, también dice que Zeus fue el padre y que: «unos dijeron que las había tenido de Eurídome (Ἐυρυδόμης), pues los regalos suelen proceder de las casas amplias (ευρέων δόμων) y espaciosas; otros que de Eurínome (Εὐρυνόμης), lo cual también muestra que quienes poseen (νεμόμενοι) grandes haciendas son de alguna forma más dadivosos (χαριστικώτεροι), o bien han de serlo; otros afirman que las tuvo de Eurimedusa («soberana de amplios poderes»), explicación etimológica que también apunta en el mismo sentido, pues los hombres son soberanos de sus propios bienes». Alternativamente la poesía órfica las imaginaba como hijas de Zeus y Eunomía. Las Cárites estaban asociadas asimismo con el inframundo y los misterios eleusinos. Otros refieren a las Gracias como hijas de Júpiter y Autónoe, y las nombran como Pasitea, Eufrósine y Egíale  o Eugíale.
Sóstrato  relata que una vez, Afrodita y las tres Cárites, Pasítea, Calé (Καλή) y Eufrósine, compitieron entre sí por su belleza, y cuando Tiresias le otorgó el premio a Calé, Afrodita lo transformó en una anciana, pero Calé, apiadada, lo recompensó con una hermosa cabellera y lo llevó hasta Creta.  El nombre Calé en este pasaje ha llevado a algunos críticos a pensar que Homero también menciona los nombres de dos Cárites, Pasítea  y Calé, y que kalê debería escribirse en consecuencia con mayúscula inicial: «Al salir, la vio Caris, la del espléndido velo, bella (καλή, kalê)».  En un texto anónimo se asocia a Tique, Cárite y Sofía.

## En Pausanias
Pausanias diserta acerca del número y el nombre de las Cárites y nos proporciona una narración muy valiosa en cuanto a variantes. Según el autor, los beocios dicen que Eteocles fue el primer hombre que hizo sacrificios a las Cárites. También saben que él estableció que había tres Cárites, pero no tienen tradición de los nombres que les puso. Los lacedemonios, por su parte, dicen que hay dos Cárites, que las instituyó Lacedemón, hijo de Táigete, y que les puso los nombres de Cleta (Κλήτα, «renombrada») y Faena (Φαέννα, «resplandeciente»). Estos nombres son apropiados para las Cárites, como los que tienen los atenienses. En efecto, entre los atenienses honran desde antiguo a las Cárites Auxo (Αὐξώ, «promotora») y Hegémone ( Ἡγεμόνη, «directora»). De Eteocles de Orcómeno se ha aprendido la costumbre de orar a las tres Cárites. Angelión y Tecteo, hijos de Dioniso, hicieron la imagen de Apolo para los delios, pusieron tres Cárites en su mano. En Atenas, delante de la entrada a la Acrópolis, hay también tres Cárites y ante ellas celebran un misterio, secreto para la mayoría. Panfo es el primero que sabemos que cantó a las Cárites, pero no ha escrito nada más que acerca de su número y de sus nombres. Homero también cita a Caris y Pasítea, como ya se ha dicho, y por esto algunos han sospechado que el poeta conoce otras Cárites más antiguas. Onomácrito, coincide con Hesíodo en la filiación y nombres de las diosas. Antímaco, sin hablar del número de las Cárites ni de sus nombres, dice que son hijas de Egle, la más hermosa de las náyades, y de Helio. Hermesianacte, el poeta elegíaco, disintiendo de la opinión de los anteriores, dice que Peito (Πειθώ, «persuasión») era también una de las Cárites.

## En el arte

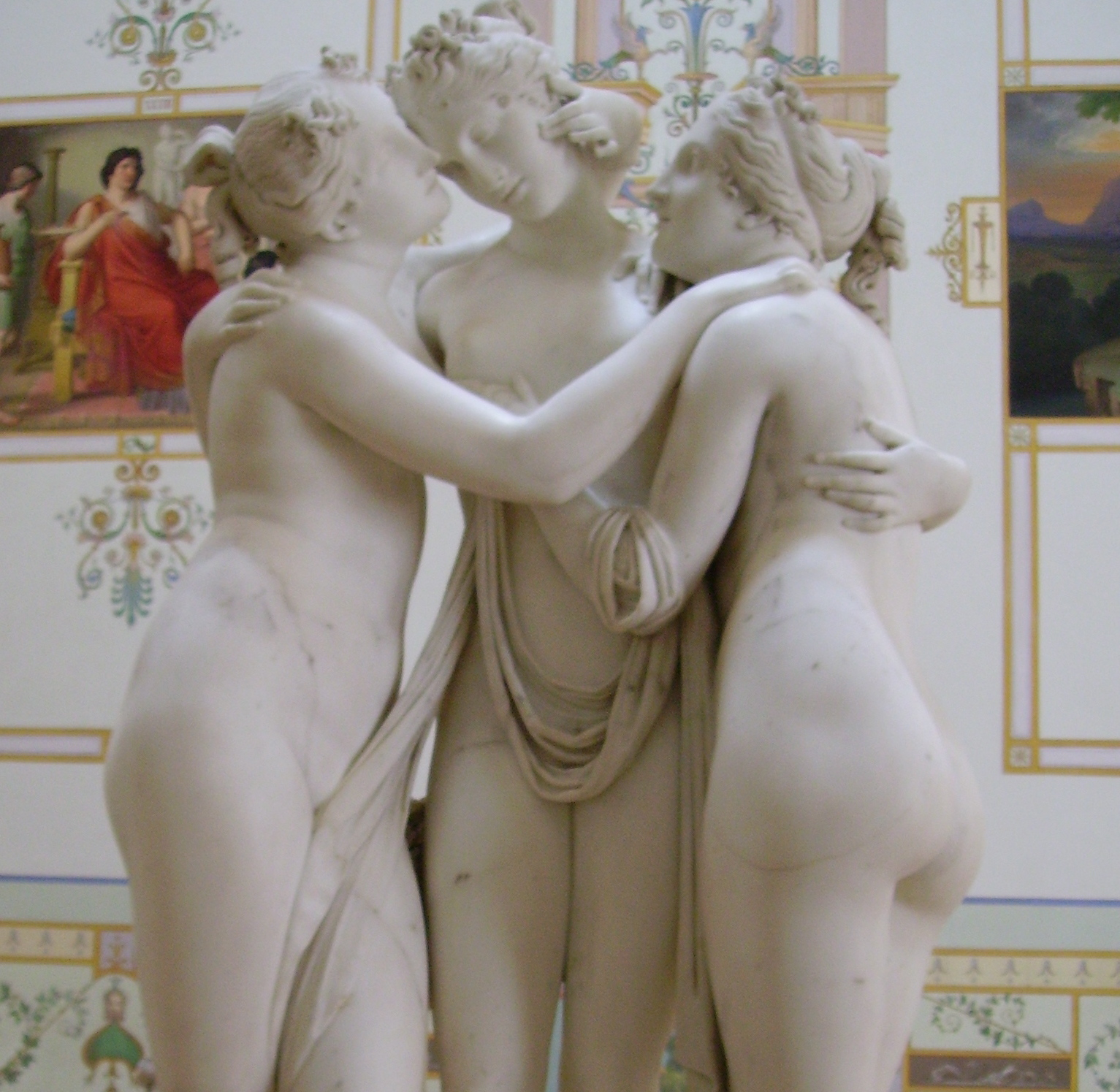
Las tres Gracias, escultura de Antonio Canova

Sobre la representación de las Cárites, Pausanias escribe que no se conoce al primer hombre que las representó desnudas en esculturas o pinturas, pues en tiempos antiguos los escultores y los pintores las representaban igualmente con vestido. En Esmirna, por un lado en el santuario de las Némesis están ofrendadas Cárites doradas situadas encima de las imágenes, obra de Búpalo, y por otro hay una estatua-retrato de una cárite en el Odeón, una pintura de Apeles, y de la misma manera en Pérgamo, en el tálamo de Átalo, estas también de Búpalo. Junto al llamado Pitio hay unas Cárites del pintor Pitágoras de Paros; y Sócrates, hijo de Sofronisco, delante de la entrada de la Acrópolis esculpió unas imágenes de las Cárites para los atenienses. Todas están igualmente vestidas, pero las posteriores han cambiado la representación. En tiempos de Pausanias esculpían y pintaban a las Cárites desnudas.
En el Renacimiento, el grupo escultórico romano de las tres Gracias en la biblioteca Piccolomini del Duomo di Siena inspiró la mayoría de los temas. En una medalla perteneciente al humanista Pico della Mirandola se pueden leer las identidades de las Gracias con nombres latinos parlantes: Castidad (Castitas), Belleza (Pulchritudo) y Deseo (Voluptas), sin duda adapatadas del filólogo renacentista Ficinio, en sus comentarios sobre El banquete platónico. De este modo nos encontramos con una tríada compuesta por tres arquetipos diferentes de mujer, la virgen casta, la esposa hermosa y la amante deseable. Es precisamente a estas Gracias a que hace alusión Sandro Botticelli en su celebérrimo cuadro de La Primavera. Rafael también las pintó en un cuadro hoy expuesto en Chantilly (Francia). En el Barroco, Rubens recuperó el tema adaptándolo al nuevo estilo en Las tres Gracias. Entre otras representaciones artísticas, son el tema de las famosas esculturas de Antonio Canova y Bertel Thorvaldsen.
En antiguos vasos de cerámica áticos se pueden leer los nombres de las siguientes figuras en la comitiva de Afrodita: Antea (Ἀνθεία, «florida»), Eudemonia ( Εὐδαιμονία, «felicidad»), Eutimia (Εὐθυμία, «buen humor»), Eutiquia (Εὐτυχία, «buena suerte»), Pedia («juego»), Pandesia («banquete») y Paniquis («festival nocturno»); probablemente una suerte de Cárites, a guisa de alegorías que hacen referencia a la festividad y el jolgorio.

## Galería

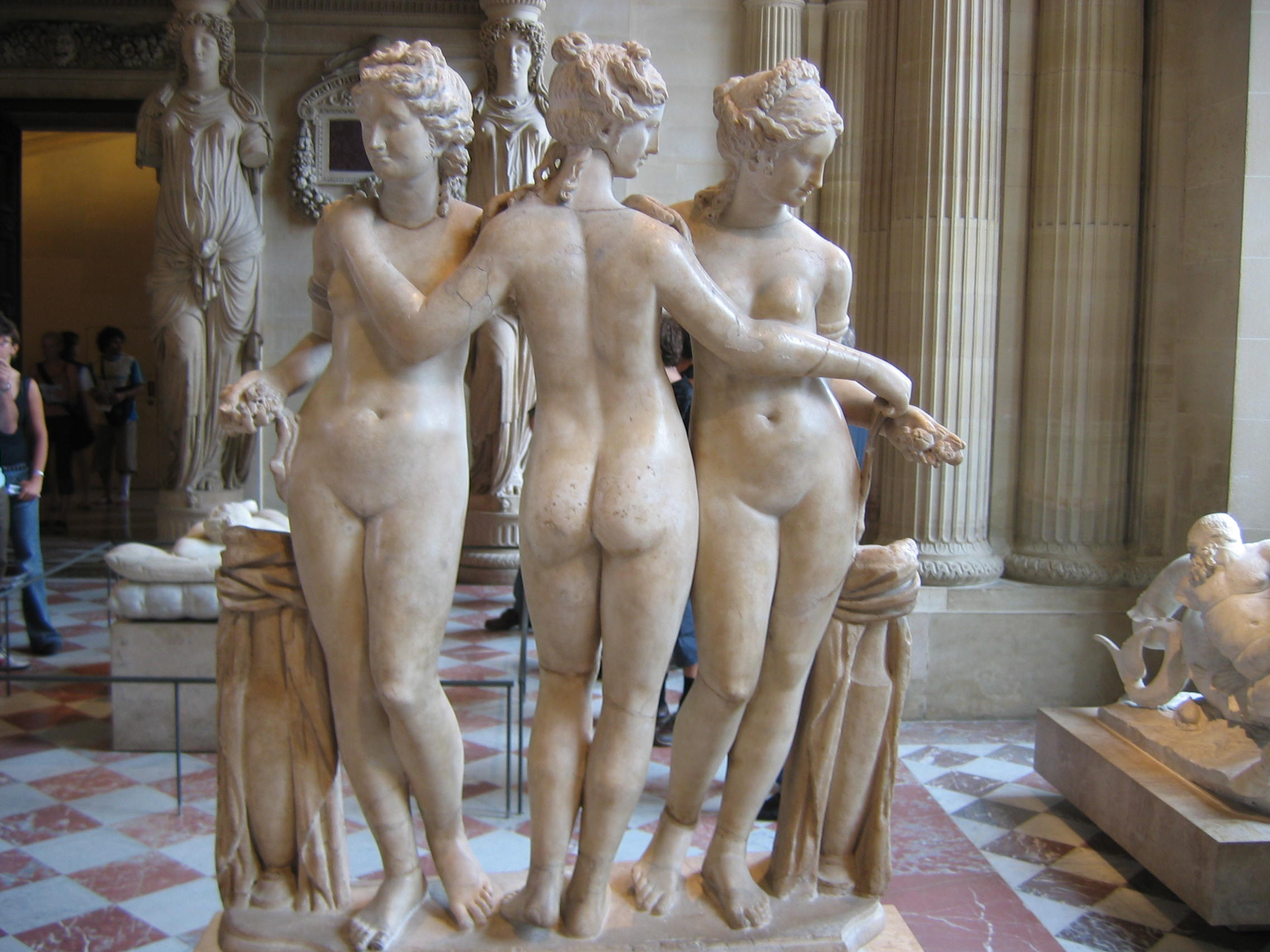
Mármol, copia romana de la Época Imperial de un original helenístico (siglo II). (Museo del Louvre)
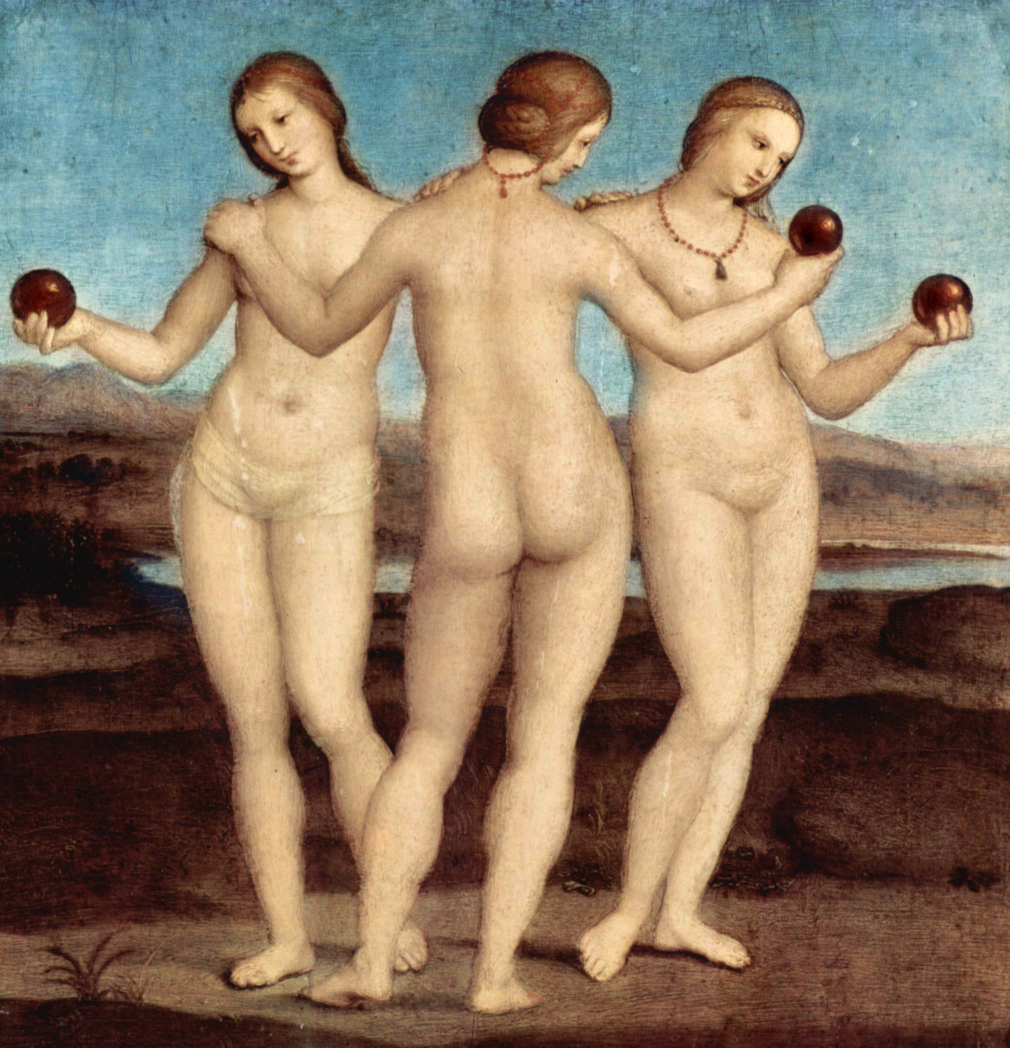
Obra de Rafael  en 1504.
Por Rubens hacia 1637.
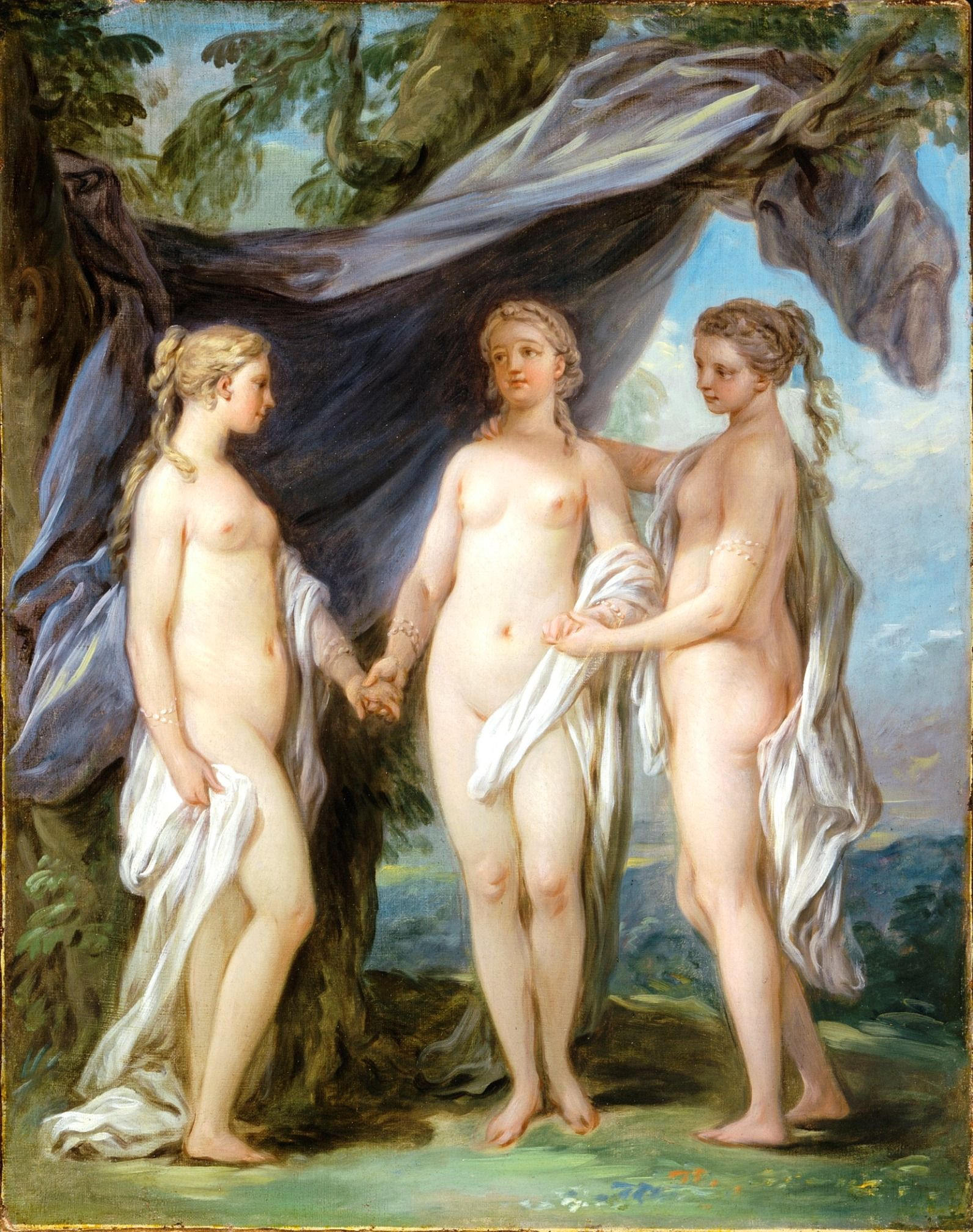
Obra de van Loo en 1763.
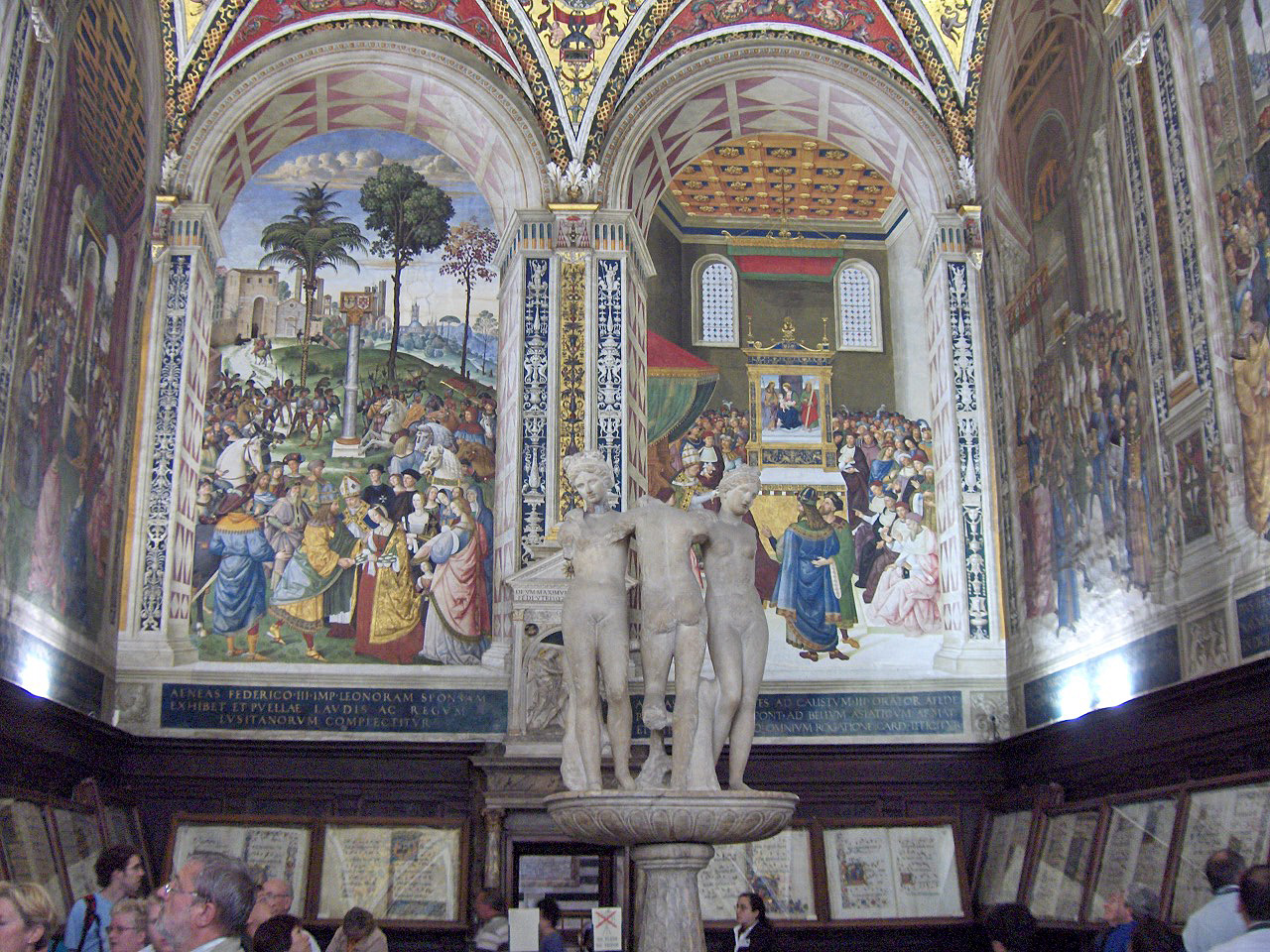
Grupo escultórico romano de la biblioteca Piccolomini de Siena
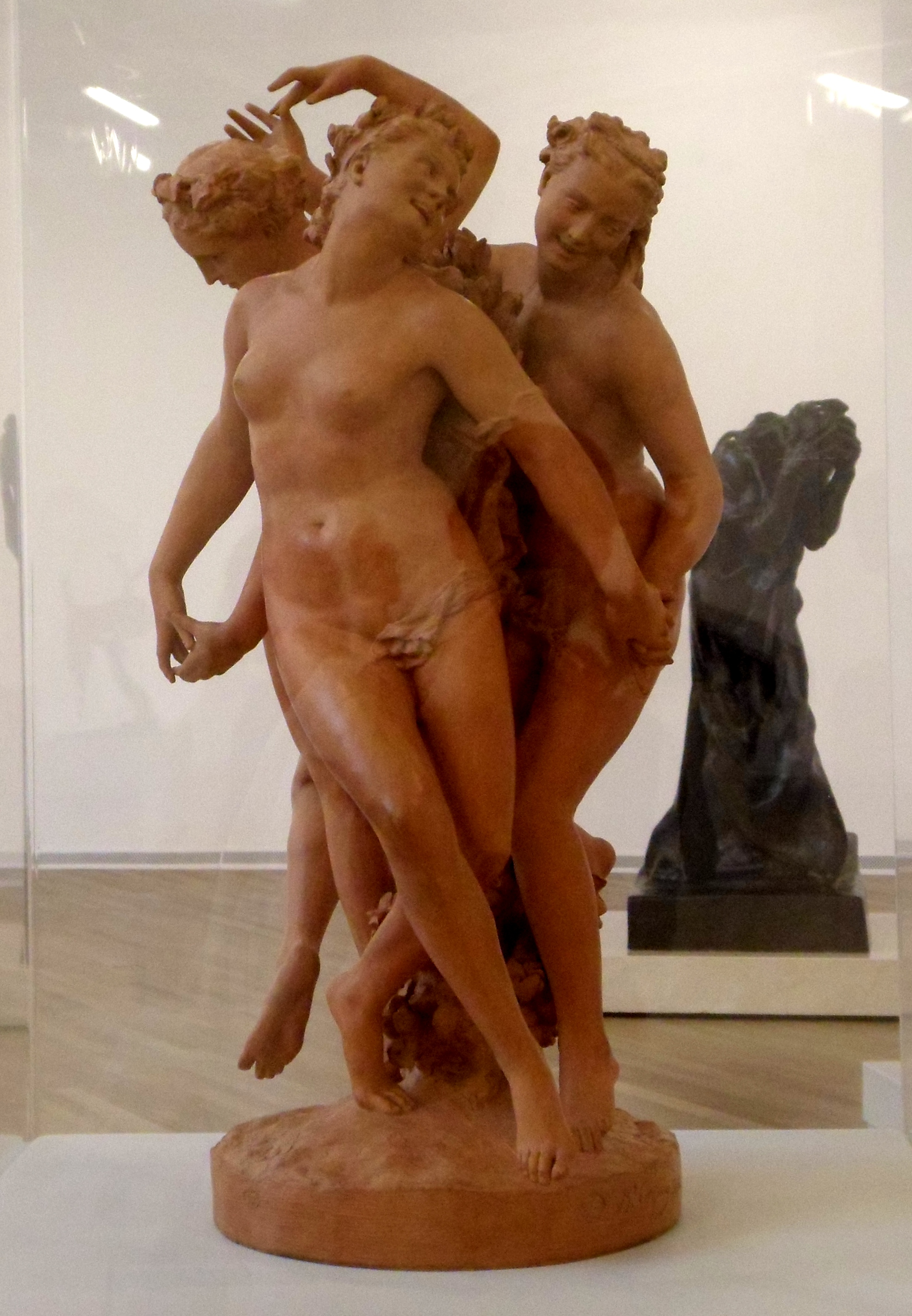
Escultura en terracota de Jean-Baptiste Carpeaux, actualmente en el Museo Soumaya (Plaza Carso)
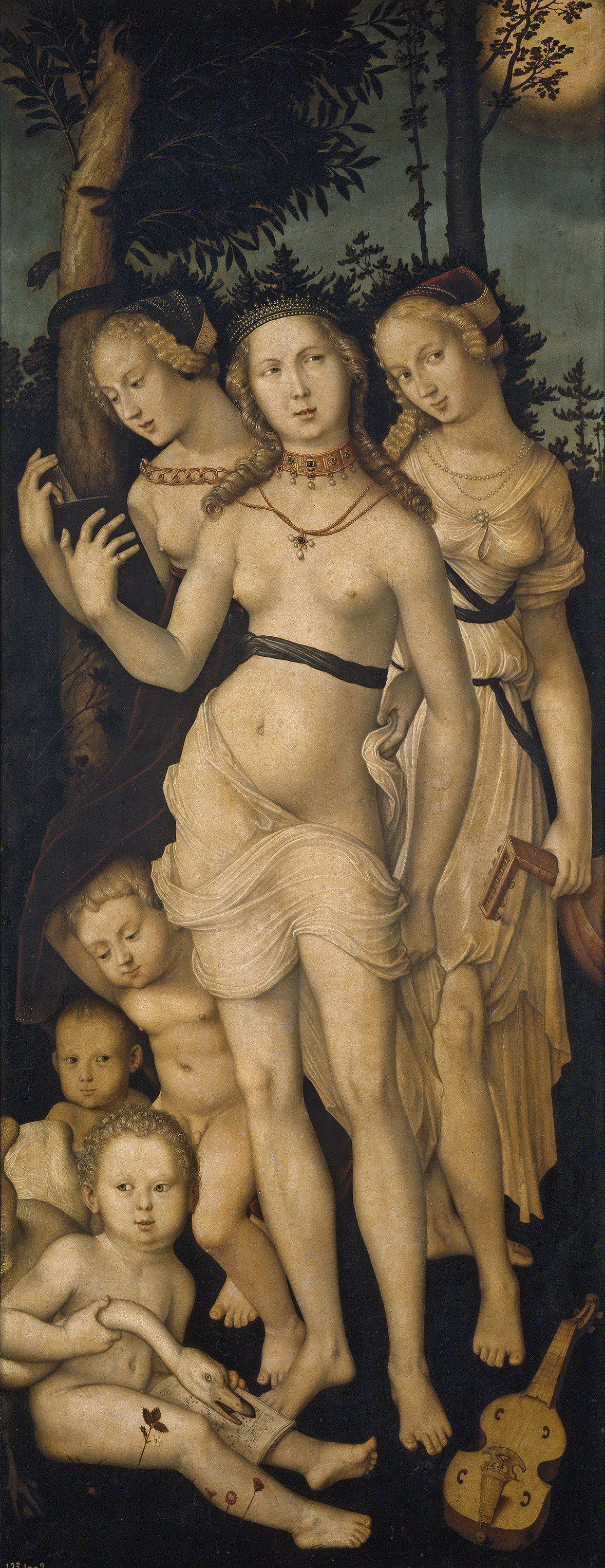
Las Tres Gracias de Hans Baldung (Museo del Prado)
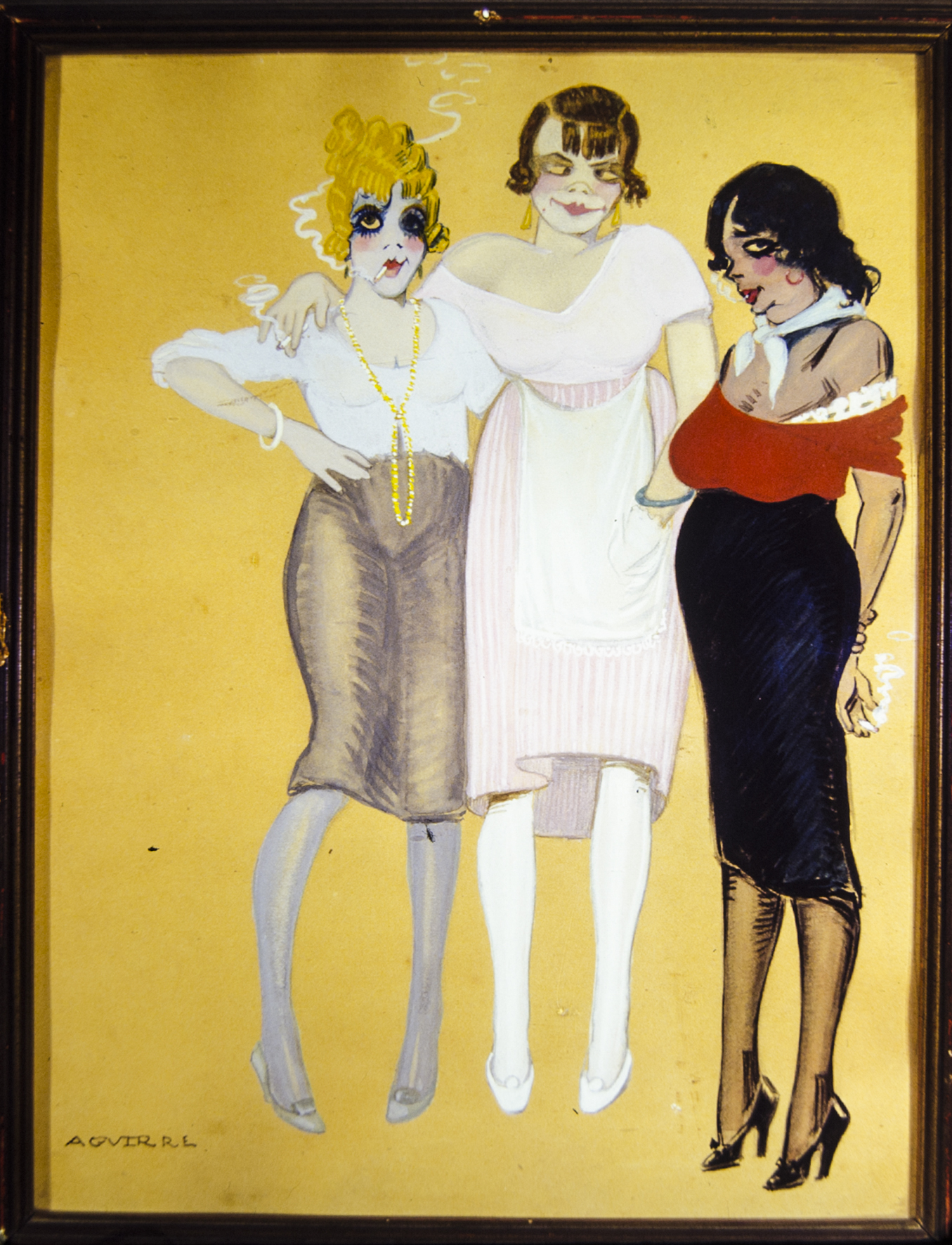
Las tres Gracias caricatura de Lorenzo Aguirre
Venus y las tres gracias de Sandro Botticelli